# ЗАЗ A08 I-VAN
ЗАЗ А08 «І-Ван»(англ. ZAZ A08 «I-VAN»)   — автобус малого класу Запорізького автомобілебудівного заводу.
Даний автобус Запорізький автозавод вивів на ринок у лютому 2019 року. Нова машина в фірмовій ієрархії буде стояти між добре відомим ЗАЗ А07А І-Ван на шасі TATA і моделлю середнього класу ЗАЗ А10 з двигуном Deutz.
Автобус побудований на шасі Asia Star, а конструкція кузова є результатом власних розробок українського автовиробника.
Машина восьмого сімейства обрисами і пропорціями більше схожа на «сімку», однак має інший дизайн передньої частини. Досить подивитися на решітку радіатора і маленькі фари-очиці. Загальна довжина автобуса становить 7,76 метрів. Повна маса — 8 тонн.
I-VAN А08 оснащується турбодизелем китайського виробництва 3.0 л Weichai WP3NQ140E50 140 к.с. 400 Нм, який відповідає нормам Євро-5. Трилітровий агрегат розвиває 140 кінських сил і споживає близько 17 літрів на 100 км, але для міського циклу, споживання зростає до 23 л/100 км. Максимальна швидкість автобуса — 90 км/год.
ЗАЗ I-VAN А08 буде пропонуватися у двох варіантах: приміському та шкільному — ЗАЗ A08A1B і ЗАЗ A08A14. Салон має 28 місць для сидіння, загальна пасажиромісткість — 43 особи.
Автобус має пневматичну двоконтурну гальмівну систему від виробників Knorr-Bremse або Wabco.Також, в ньому є система опалення. При потребі можливе встановлення кондиціонера. Виготовлено транспортний засіб на шасі Weichai
Як повідомлялося раніше у ЗМІ, Запорізький автозавод відновив виробництво автобусів наприкінці 2016 року — після майже річного простою. Якщо брати показники 2018 року, то випуск становив по кілька одиниць в місяць. Є можливість, що нова модель I VAN А08 виправить становище і підніме попит на продукцію автозаводу.

## Конкуренти
- БАЗ-А079
- Богдан А201
- Богдан А092
- ГалАЗ-3207
- ГалАЗ-3209
- Рута 37
- Стрий Авто А0756